# おまん稲荷
おまん稲荷（おまんいなり）は、江戸時代の随筆『古今雑談思出草紙』中の「中橋稲荷霊験の事」に記述されている稲荷神社。小石川に存在した、霊験で名高い神社とされる。

## 概要
享保11年（1726年）4月のこと。小石川にすむ石野という男の妻が突如、何者かの霊に憑依された。それと伴って昼も夜も、鬼のような姿の者が妻の周囲に現れるようになった。
霊が妻の口を借りて語るところによれば、自分はおまん稲荷の神霊であり、鬼のような者は石野の家に代々伝わる悪霊とのことだった。そして霊を払うため17日の間、法華経を読むようにと告げた。
石野は寺の住職に相談し、法華経を読み始めた。そして17日後、妻に憑依した神霊からの言葉があった。法華経による功徳で悪霊が退散したので、自分も帰ることにするが、5月15日には王子稲荷へ参拝するので、そのときまた立ち寄るとのことだった。言い終わると妻は倒れ、正気に戻った。
そして5月15日。予告の通り妻に再び稲荷の神霊が憑依した。男が一家の宝にできるものを何か残して欲しいと頼んだところ、憑依された妻は「妙法」の2文字の書を残した。そして神霊が再び帰ることを告げると、今度こそ妻は神霊の憑依から解放されたのであった。